# Agdistis paralia
Espèce
Synonymes
- Adactylus paralia Zeller, 1847[1]

Agdistis paralia est une espèce de lépidoptères de la famille des Pterophoridae.

## Description
L'envergure est de 19 à 25 mm.
Agdistis paralia a un corps de couleur soit brune, soit grise.
Les imagos sont en vol d'avril à septembre.

## Répartition
Agdistis paralia est présent en Espagne, France, Italie (Sardaigne, Sicile), Malte, Grèce, Israël, Turkménistan, Tunisie, Algérie et Maroc ainsi que la Russie méridionale et la Chine (Gansu).

## Plantes hôtes
La chenille consomme les plantes des espèces Limonium confusum, Limonium densissimum, Limonium minutum (en), Limonium narbonense, Limonium virgatum, Limonium vulgare.

## Classification
Le nom valide complet (avec auteur) de ce taxon est Agdistis paralia (Zeller, 1847).
L'espèce a été initialement classée dans le genre Adactyla sous le protonyme Adactyla paralia Zeller, 1847,.
Agdistis paralia a pour synonyme :
- Adactyla paralia Zeller, 1847

## Publication originale
- (de) P.C. Zeller, « Bemerkungen über die auf einer Reise nach Italien und Sicilien beobachteten Schmetterlingsarten », Isis von Oken, Iéna, vol. 1847, no 12,‎ 1847, p. 881-914 (ISSN 2568-0013, lire en ligne, consulté le 24 novembre 2023).